# Illmensee
Illmensee est une commune allemande du Bade-Wurtemberg dans l'arrondissement de Sigmaringen, située près du Lac de Constance. Illmensee est aussi appelé la municipalité de trois lacs (Drei-Seen-Gemeinde). Depuis 1987, Illmensee est une place de récupération reconnue au niveau national.

## Géographie

### Situation géographique

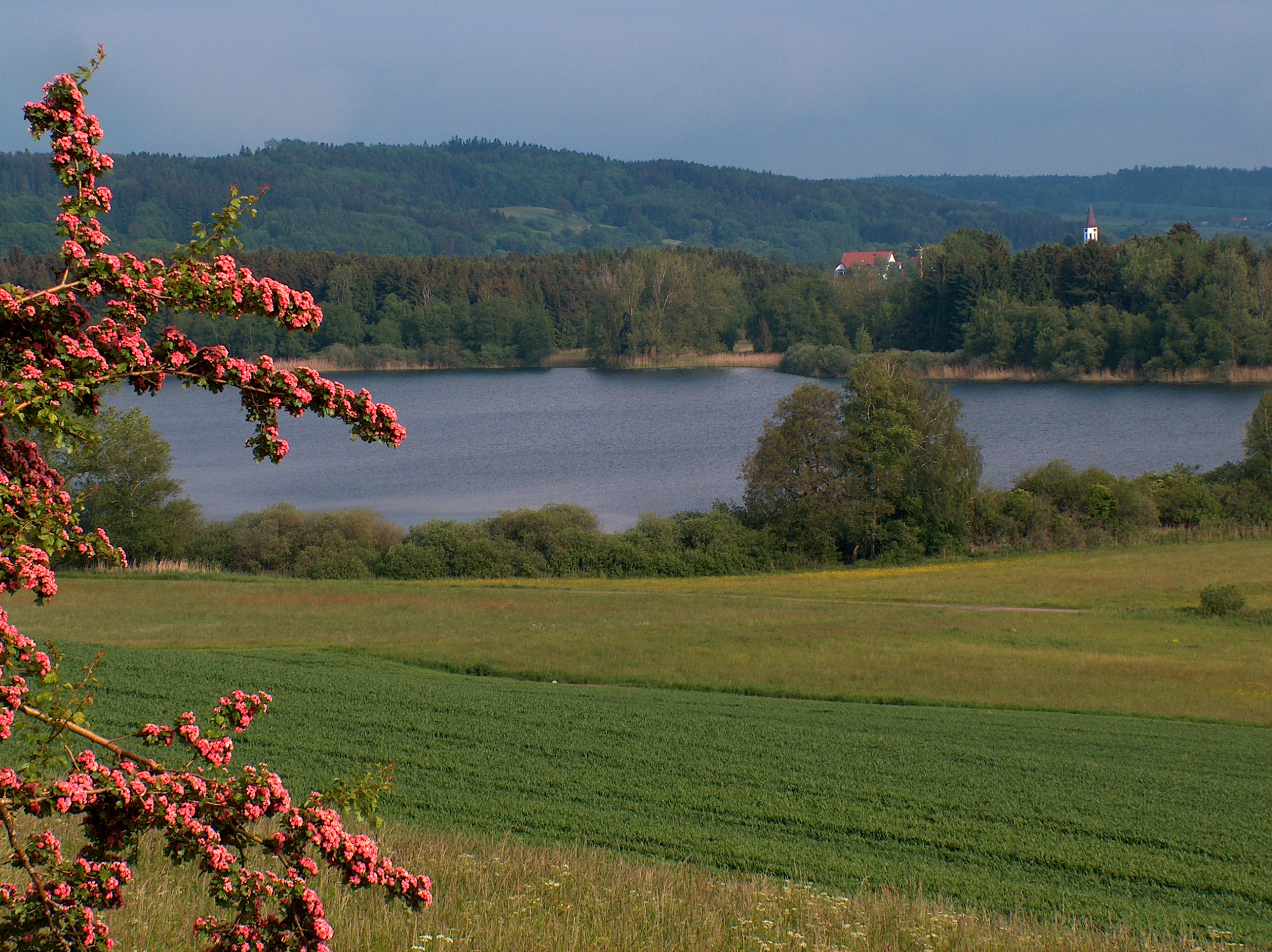
Le lac de Ruschweiler

Les trois lacs sont l'Illmensee, le Ruschweiler See et le Volzer See.
Également sur un secteur communal on trouve le plus haut endroit (le Höchsten avec 833 mètres) de l'arrondissement de Sigmaringen n'appartenant pas à la Jura souabe. La montagne se trouve environ cinq kilomètres au sud d'Illmensee.

## L'organisation de la commune
La commune se compose de trois villages : Illmensee, Ruschweiler et Illwangen.
| Armoiries              | Quartier              | Habitants | Surficie |
| ---------------------- | --------------------- | --------- | -------- |
| Illmensee              | Illmensee (chef-lieu) | ?         | ?        |
| Kein Wappen Verfügbar  | Birkhof               | ?         | ?        |
| Kein Wappen Verfügbar  | Glashütten            | ?         | ?        |
| Illwangen              | Illwangen             | ?         | ?        |
| Kein Wappen Verfügbar  | Krumbach              | ?         | ?        |
| Kein Wappen Verfügbar  | Langgassen            | ?         | ?        |
| Kein Wappen Verfügbar  | Lichtenegg            | ?         | ?        |
| Kein Wappen Verfügbar  | Neubrunn              | ?         | ?        |
| Wappen von Ruschweiler | Ruschweiler           | ?         | ?        |
| Kein Wappen Verfügbar  | Volzen                | ?         | ?        |

### Les communes voisines
Ostrach, Königseggwald, Riedhausen, Wilhelmsdorf, Deggenhausertal, Heiligenberg, Pfullendorf

## Littérature
- Juro Marcinkovic : Heimat an den drei Seen. Die Geschichte von Illmensee. Thorbecke, Sigmaringen 1985,  (ISBN 3-7995-4086-5)